# Karawankenbanan
|  |  |  |

|  | Straight track |

|  | Unknown BSicon "ABZg+r" |

|  | Station on track |

|  | Unknown BSicon "ABZgr" |

|  | Unknown BSicon "hKRZWae" |

|  | Station on track |

|  | Stop on track |

|  | Unknown BSicon "ABZgr" |

|  | Stop on track |

|  | Stop on track |

|  | Station on track |

|  | Station on track |

|  | Stop on track |

|  | Unknown BSicon "ABZg+l" |

|  | Station on track |

|  | Straight track |

|  |  |  |

|  | Straight track |

|  | Unknown BSicon "ABZg+r" |

|  | Station on track |

|  | Unknown BSicon "ABZgr" |

|  | Unknown BSicon "hKRZWae" |

|  | Station on track |

|  | Stop on track |

|  | Unknown BSicon "ABZgr" |

|  | Stop on track |

|  | Stop on track |

|  | Station on track |

|  | Station on track |

|  | Stop on track |

|  | Unknown BSicon "ABZg+l" |

|  | Station on track |

|  | Straight track |

Karawankenbanan är en 22 kilometer lång enkelspårig järnväg i det österrikiska förbundslandet Kärnten. Den går från Villach till gränsstationen Rosenbach där den ansluter till Rosentalbanan kort före den österrikisk-slovenska gränsen. 
Karawankenbanan var ursprungligen planerad som del i förbindelsen mellan Salzburg och Trieste som då var Österrikes viktigaste hamnstad. Banan invigdes 1906. Järnvägslinjens betydelse minskade efter första världskriget då Österrike blev kustlöst efter grundandet av kungariket SHS (senare Jugoslavien) samt Italiens annektering av Istrien inkluderat hamnstaden Trieste.[källa behövs]